# Корроди, Вильгельм Август
Вильгельм Август Корроди (нем. Wilhelm August Corrodi; 27 февраля 1826, Цюрих, Швейцария — 15 августа 1885, Хоттинген, Швейцария) — швейцарский художник и поэт. Изучал богословие, был учителем рисования в Винтертуре.

## Биография
Август Корроди был единственным ребёнком пастора Вильгельма Корроди (1798—1868) и его жены Генриетты, урождённой Ран. Через год после его рождения умерла его мать. Отец женился на Марии Шультесс, которая воспитывала Августа. Поскольку дом викария был частью комплекса бывшего монастыря доминиканцев XIII века Тёсс, Август вырос в исторических зданиях.
После окончания средней школы Август Корроди по просьбе отца начал изучать теологию в Цюрихе. На второй семестр переехал в Базель, где поступил в художественную школу Людвига Адама Кельтерборна. После ещё одного семестра философии в Цюрихе Корроди решил получить художественное образование и с 1847 по 1851 год посещал Академию художеств в Мюнхене. В это же время он был в тесном контакте с литературной сценой.
После возвращения в Швейцарию жил в Винтертуре и Санкт-Галлене, где написал несколько детских книг. В 1850 году Корроди скопировал несколько картин, прежде чем был разрушен монастырский комплекс в Тёссе. В 1855 году он записал свои воспоминания о монастыре в одной из своих книг.
В 1861 году Корроди был назначен учителем рисования в высших городских школах Винтертура. В 1863 году женился на Марии Хаггенмахер, которая умерла в 1877 году. Его второй женой была Луиза Гизи из Сезаха. В 1881 году ему пришлось оставить преподавательскую должность по состоянию здоровья. Свои последние годы Корроди провёл в Хоттингене недалеко от Цюриха, где и скончался.

## Работы
Среди самых известных литературных произведений Корроди — опубликованные на швейцарском диалекте немецкого языка De Herr Professer. Idyll aus dem Züribiet (1858), De Herr Vikari. Winteridyll usem Züripiet (1858) и De Herr Doktor. Herbstidyll usem Züripiet (1860, инсценировка 1872). Он также написал ряд рассказов, такие как Dur und Moll (1855) и Waldleben (1856), а также комедии De Ritchnecht (1873) и Die Maler (1875). Некоторые из его романтических стихов на стандартном немецком языке были положены на музыку его другом, композитором из Винтертура Иоганном Карлом Эшманном.
Премьеры трёх работ Корроди осуществило Цюрихское драматическое общество.
Архив Корроди хранится в специальных коллекциях библиотеки Винтертура. Они были подарком его другу, городскому библиотекарю Альберту Хафнеру.

## Рисунки
- junge Frau; Zeichnung aus dem Kloster Töss
- der junge Jesus im Tempel, dat. 1855